# Henrik Nordenskjöld
Jon Otto Henrik Nordenskjöld, född den 28 september 1837 på Fårebo i Misterhults socken, Tunaläns härad, Kalmar län, död den 7 augusti 1891 i Helsingborg, var en svensk militär. Han var sonson till Otto Henrik Nordenskjöld, bror till Carl-Axel Nordenskjöld och far till Erik Nordenskjöld.
Nordenskjöld blev kadett vid Karlberg 1853 och utexaminerades därifrån 1857. Han blev underlöjtnant vid Smålands grenadjärbataljon samma år. Nordenskjöld utexaminerades från Marieberg 1863 och genomgick gymnastiska centralinstitutet 1863–1865. Han blev löjtnant 1865 och var kompaniofficer vid krigsakademien på Karlberg 1865–1867. Efter att ha utnämnts till generalstabsofficer 1866 befordrades han till kapten i armén 1872. Nordenskjöld blev stabsadjutant och kapten vid generalstaben 1873 och kapten i Smålands grenadjärkår 1877. Han blev stabschef i Andra militärdistriktet 1878, överadjutant och major vid generalstaben 1879 samt överstelöjtnant och förste major vid Första livgrenadjärregementet 1881. Nordenskjöld var överste och chef för Norra skånska infanteriregementet från 1889 till sin död. Han blev riddare av Sankt Olavs orden 1875 och av Svärdsorden 1878. Nordenskjöld vilar på Misterhults kyrkogård.